# Economia de São Tomé e Príncipe
A economia de São Tomé e Príncipe assentou, historicamente, nas plantações agrícolas. Mais recentemente, tem-se baseado na aposta no turismo para o seu desenvolvimento, mas a recente descoberta de jazidas de petróleo nas suas águas abriu novas perspectivas para o futuro.

## Agricultura
A cultura da cana-de-açúcar trouxe grande prosperidade a São Tomé e Príncipe e aos seus habitantes, desde o século XVI até XVII. Em meados do século XVI os portugueses transformaram São Tomé no maior exportador de açúcar de África.
No período colonial a estrutura económica de São Tomé e Príncipe baseou-se em grandes projetos agrícolas (roças). Em 1950 trabalhavam 19.800 pessoas nas roças.
Após a independência, a gestão das roças passou a ser um objetivo central da administração. A 30 de Setembro de 1975, 23 das maiores roças foram nacionalizadas.
A 31 de Agosto de 1983, o ministro da pesca Aurelio do Espírito Santo finalizou um acordo com a Comunidade Europeia que permite aos navios europeus pescar na zona económica exclusiva do país.

### Cacau
Nas primeiras décadas do século XX, São Tomé e Príncipe era o maior produtor de cacau de toda a África subsariana, tendo atingido um máximo	no início do século X, com	mais de 35.000	toneladas. Verificou-se algum declínio significativo a partir do período entre guerras.
Na década de 1960, a posição dominante de São Tomé e Príncipe foi ameaçada por outras economias coloniais, tais como a Costa do Ouro (atual Gana) e em menor proporção, Togo e Costa do Marfim pós-colonial.
A economia agrícola do arquipélago foi também afetada por doenças que atacaram as espécies de cacau existentes nas roças e por alguma má gestão e baixa inovação nas roças. Ainda assim, nas décadas de 1950 e 1960 a região tinha uma posição sólida na exportação do cacau, apesar da volatilidade dos preços do cacau no mercado mundial.
Após a independência, em 1975, a produção estava reduzida a 12 toneladas; em 1988, não ultrapassou as 3 toneladas. A partir de 2005 voltou a recuperar, com 70 toneladas e 600 no final de 2012.
A certificação biológica do cacau está generalizada pelo país.

Agricultura e pesca
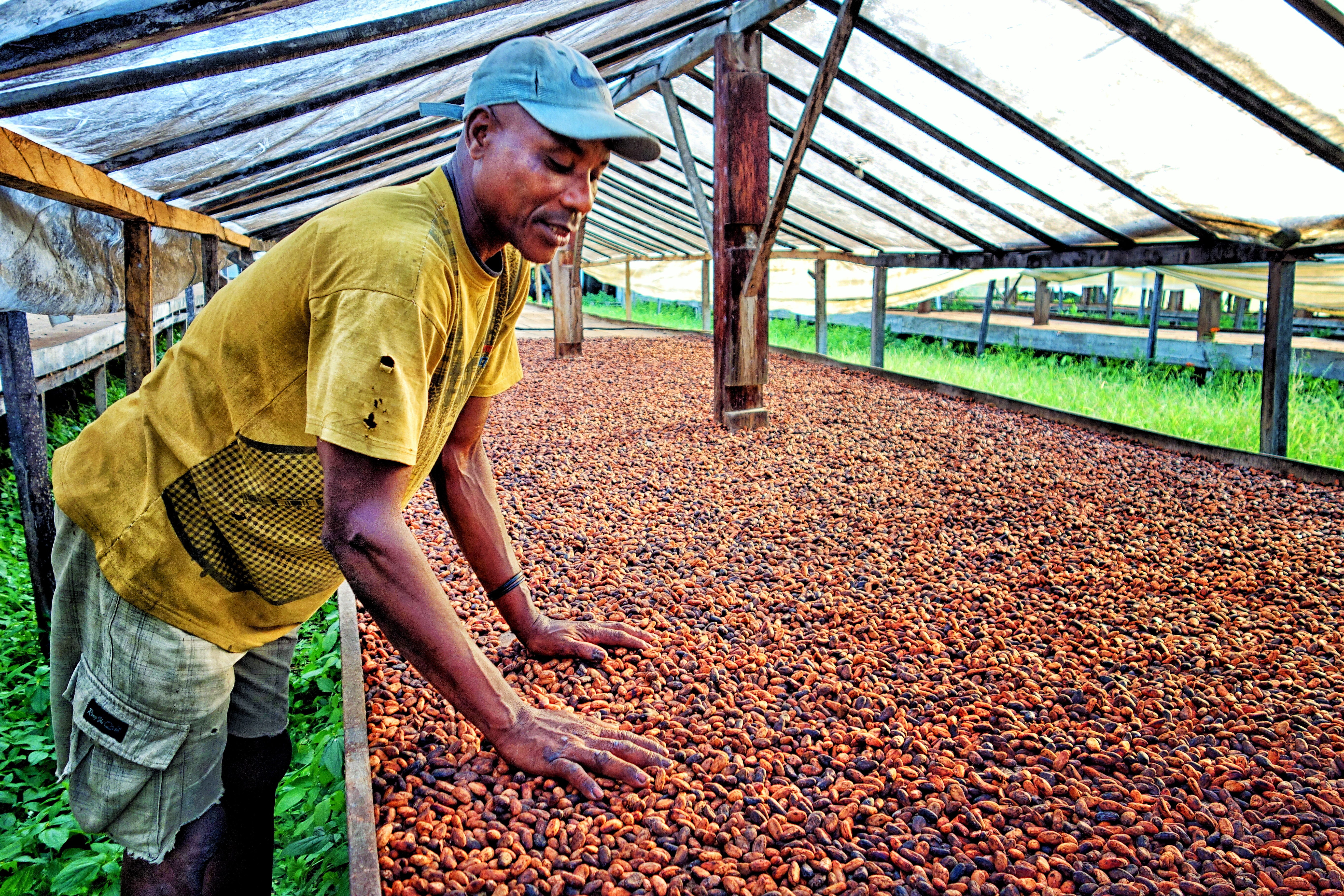
Café
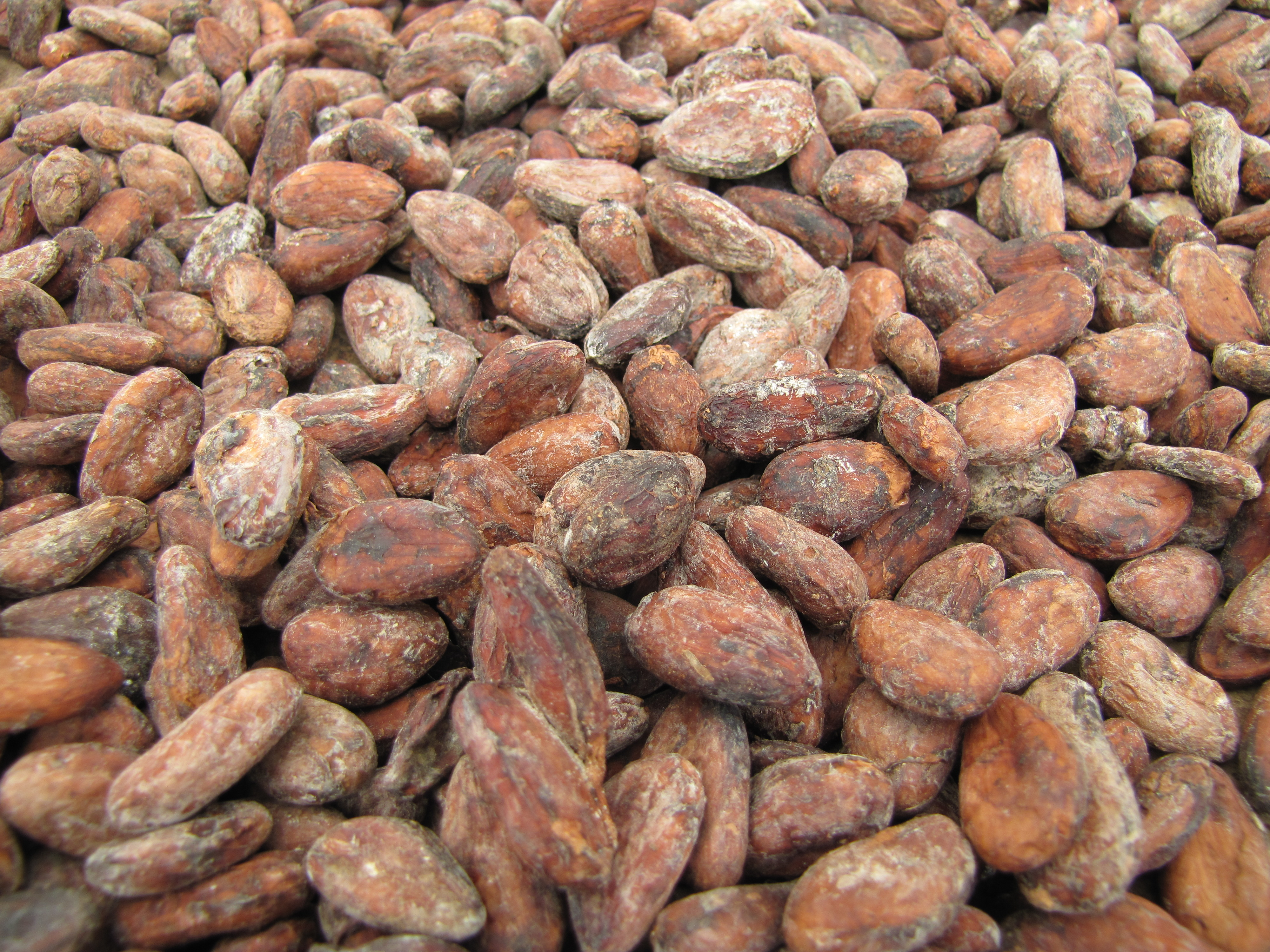
Cacau
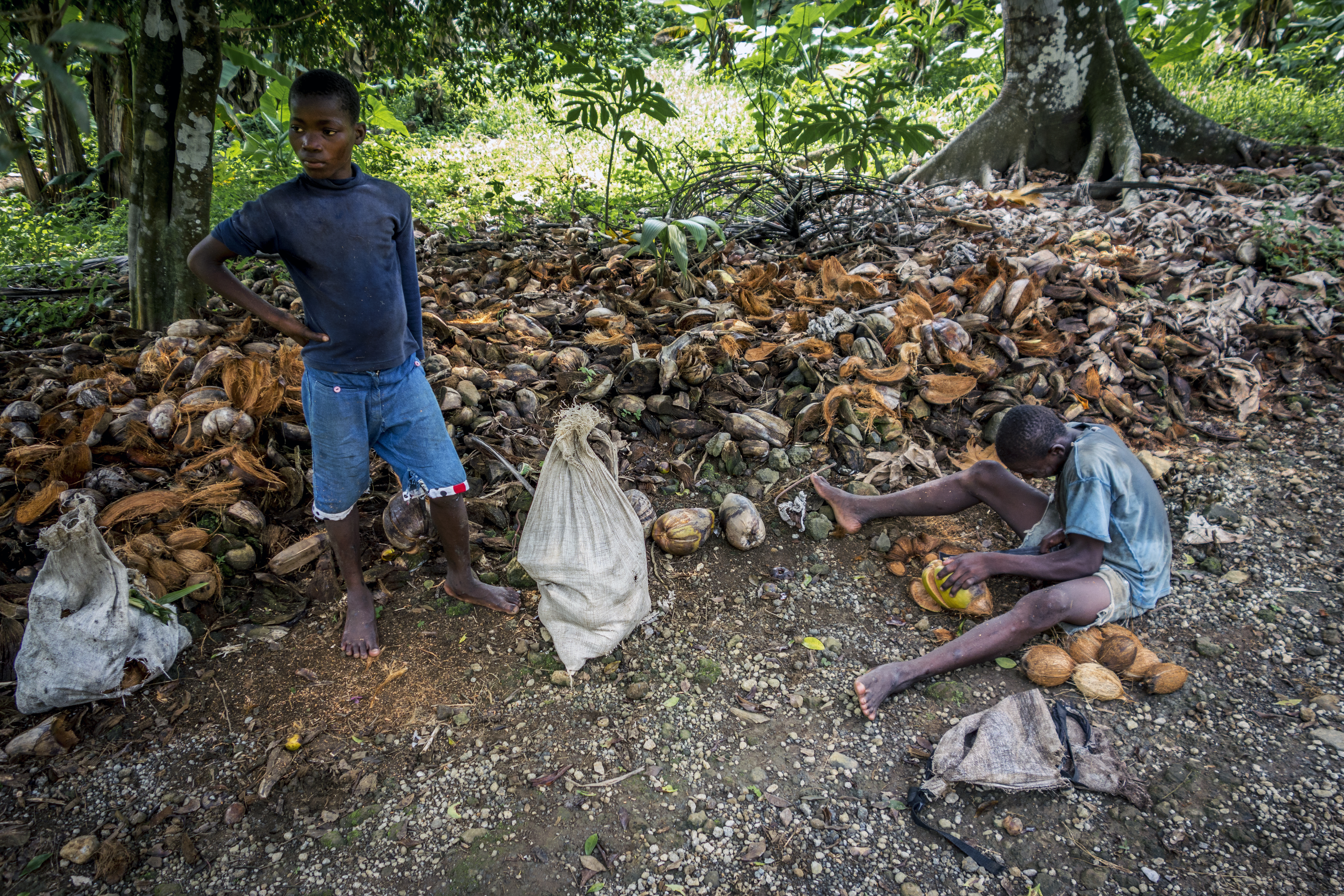
Noz de coco
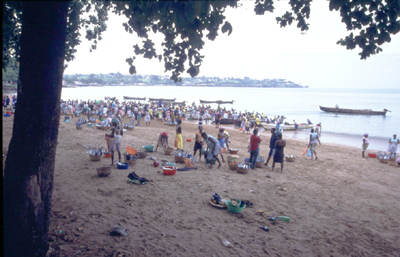
Pêche

## Desafios
Enquanto microestado, a economia de São Tomé enfrenta os seguintes desafios:
- custos de funcionamento elevados per capita;
- base económica fraca;
- baixos investimentos estrangeiros;
- falta de infraestruturas;
- poucas ligações aéreas.

São Tomé é um dos maiores exportadores de capital humano per capita do mundo.

## Transportes e logística
Dado a insularidade do país e a instabilidade da costa africana, muito suscetível à ataques de pirataria (mais especificamente a pirataria no Golfo da Guiné), São Tomé e Príncipe tornou-se local preferencial de paragem e reabastecimento de embarcações. A economia da logística foi o grande sustentáculo do orçamento nacional durante a década de 2000, tendo como principal contribuidora a Enaport.

## Turismo
O país apresenta um conjunto de características bastante atractivas para o turismo: tempo ameno todo o ano, locais atractivos de mergulho e snorkelling e um ritmo de vida calmo. Os maiores desafios que enfrenta são o grande desconhecimento do país nos mercados turísticos e as ligações aéreas muito limitadas ao resto do mundo.
O Grupo Pestana é o maior investidor privado em São Tomé e Príncipe. Estando presente no território desde 2004, através das suas unidades hoteleiras no Ilhéu das Rolas e na cidade de São Tomé, onde também tem o casino, discoteca e um empreendimento imobiliário.